# Max Bulla
Pour les articles homonymes, voir Bulla.
Max Bulla (né le 26 septembre 1905 à Vienne et mort le 1er mars 1990 à Pitten) est un coureur cycliste autrichien. Professionnel entre 1926 et 1949, il est le premier Autrichien à remporter une étape du Tour de France, en 1931 et à porter le maillot jaune. Il gagne trois étapes lors de cette édition. Il a également été champion d'Autriche en 1926 et 1927.

## Palmarès
- 1926
  -  Champion d'Autriche sur route
- 1927
  -  Champion d'Autriche sur route
- 1928
  - 3e du Bayrische Rundfahrt
  - 6e du championnat du monde sur route
- 1929
  - 2e du Tour de Hongrie
  - 8e du championnat du monde sur route
- 1930
  - 7e étape du Tour d'Allemagne (contre-la-montre par équipes)
  - 3e du Grand Prix de Zurich
  - 10e du championnat du monde sur route
- 1931
  - 15e étape du Tour d'Allemagne
  - Grand Prix de Zurich
  - Tour du lac Léman
  - 2e, 12e et 17e étapes du Tour de France
  - Marseille-Lyon
  - 5e du championnat du monde sur route
- 1933
  - Tour de Suisse :
    - Classement général
    - 2e et 3e étapes

  - 2e du Tour du Vaucluse
- 1934
  - 5e étape du Tour de Suisse
- 1935
  - 8e et 10e étapes du Tour d'Espagne
  - 3e de Gênes-Nice
  - 5e du Tour d'Espagne
- 1936
  - 7e étape du Tour de Suisse
  - 3e de Paris-Rennes

## Résultats sur les grands tours

### Tour de France
4 participations 
- 1931 : 15e, vainqueur des 2e, 12e et 17e étapes,  maillot jaune pendant 1 jour
- 1932 : 19e
- 1933 : éliminé (8e étape)
- 1936 : abandon (10e étape)

### Tour d'Italie
1 participation 
- 1934 : 47e

### Tour d'Espagne
1 participation 
- 1935 : 5e, vainqueur des 8e et 10e étapes